# Pampadromaeus
Pampadromaeus is een geslacht van plantenetende dinosauriërs, behorend tot de groep van de Sauropodomorpha, dat tijdens het Trias leefde in het gebied van het huidige Brazilië. De enige benoemde soort is Pampadromaeus barberenai.
Pampadromaeus is een van de oudste bekende dinosauriërs. Het dier toont een mozaïek van kenmerken die van de eerste sauropodomorfen en hun verwanten de Theropoda bekend zijn en vondst ervan verschaft daarom belangrijke inzichten in de vroege evolutie van de Saurischia.

## Vondst en naamgeving
Begin eenentwintigste eeuw werd er op de Várzea do Agudo-vindplaats, twee kilometer ten westen van Agudo, een skelet gevonden van een kleine dinosauriër. De vondst werd vanaf 2006 geprepareerd.
De typesoort Pampadromaeus barberenai werd in 2011 benoemd en beschreven door Sergio Cabreira, Cesar Schultz, Jonathas Bittencourt, Marina Soares, Daniel Fortier, Lúcio Silva en Max Langer. De geslachtsnaam is afgeleid van het Quechua pampa, een verwijzing naar het huidige landschap van Rio Grande do Sul, en het Oudgrieks δρομεύς, dromeus, "renner", een verwijzing naar de rennende levenswijze. Er is expliciet gekozen voor de spellingsvariant dromaeus in plaats van het correcte dromeus. De soortaanduiding eert de Braziliaanse paleontoloog Mário Costa Barberena.
Het holotype, ULBRA-PVT016, is gevonden in een laag van de Alemoa-afzetting van de Santa Maria-formatie die dateert uit het late Carnien, en bepaald is op een leeftijd van 230 tot 228 miljoen jaar. Het bestaat uit een gedeeltelijke skelet met schedel gevonden in een enkel steenblok. Bewaard zijn gebleven: van de rechterzijde van de schedel een praemaxilla, maxilla, os palatinum, traanbeen, neusbeen, prefrontale, voorhoofdsbeen, postorbitale, wandbeen, jukbeen, quadratum en squamosum; van de linkerzijde een wandbeen, een squamosum en een quadratum; van het achterhoofd het supraoccipitale en de processus paroccipitales; de rechteronderkaak, het linkerdentarium en het linkersurangulare; van de wervelkolom de neurapofyse van de atlas en reeksen rug- en staartwervels; een heiligbeen van twee sacrale wervels; ribben en chevrons; een gedeeltelijk linkerschouderblad, een rechterschouderblad, het rechteropperambeen en de rechterellepijp; van het bekken het blad van het rechterdarmbeen, de voorkant van het linkerdarmbeen en de bovenkant van het linkerzitbeen; stukken van beide dijbeenderen, de bovenkant van het linkerscheenbeen en de schacht van het rechterscheenbeen, beide kuitbeenderen en elementen van de voeten. Het specimen maakt deel uit van de verzameling van het Museu de Ciências Naturais van de Universidade Luterana do Brasil.
In 2015 werd nog een compleet los dijbeen beschreven.

## Beschrijving

### Algemene bouw en patroon van kenmerken
Pampadromaeus is een kleine tweevoetige en langnekkige planteneter met een lengte van zo'n anderhalve meter.
De beschrijvers wisten verschillende onderscheidende kenmerken vast te stellen. Deze zijn echter geen autapomorfieën, unieke afgeleide eigenschappen, maar een mengeling van symplesiomorfieën, kenmerken die gedeeld worden met eerdere Dinosauromorpha maar die latere Sauropodomorpha weer verloren hebben, synapomorfieën van verschillende sauropodomorfe groepen, waarin Pampadromaeus zich juist van eerdere dinosauromorfen onderscheidt, en kenmerken die gedeeld worden met de Theropoda. Dit weerspiegelt wellicht de positie van Pampadromaeus onder in de sauropodomorfe stamboom waarin men zo een mengeling van basale en afgeleide eigenschappen zou verwachten. De eigenschappen die met de theropoden gedeeld worden, passen echter weer slecht in dit model.
De schedel heeft een lengte die meer dan twee derden van de dijbeenlengte bedraagt; dit is een basaal kenmerk aangezien sauropodomorfen typisch korte koppen hebben. De meeste tanden zijn lansvormig met ruwe kartelingen; een tussenvorm tussen de lange tanden van basale Saurischia en de gekartelde meer bladvormige tanden van typische basale sauropodomorfen. De praemaxilla heeft een korte opgaande tak maar het dijbeen heeft een versterkend beenplateau tussen de bovenste trochanters; de omgekeerde combinatie is aanwezig bij Eoraptor. De bovenkaakrand toont een inkeping tussen praemaxilla en maxilla terwijl de voorste tanden in de bovenkaak geen kartelingen hebben; een eigenaardige combinatie van kenmerken die alleen sommige basale Neotheropoda tonen. Het onderbeen is langer dan het dijbeen, een basaal kenmerk. De eerste tanden van de bovenkaak en onderkaak springen niet in; een problematisch kenmerk want een mogelijke symplesiomorfie van de Theropoda. De sacrale ribben zijn hoog en het dijbeen heeft aan de binnenkant een verlaagde verdikking; typisch voor dinosauriërs in het algemeen maar afwezig bij basale dinosauromorfen.
Een overeenkomst met de theropoden is verder dat de fenestra antorbitalis vooraan in een verdiepte uitholling van de maxilla ligt en het bezit van hoge richels op het darmbeen. Een zeer basaal kenmerk is de aanwezigheid van tanden in het verhemelte, een eigenschap die echter in 2011 ook bij Eoraptor en Eodromaeus is vastgesteld.

### Skelet

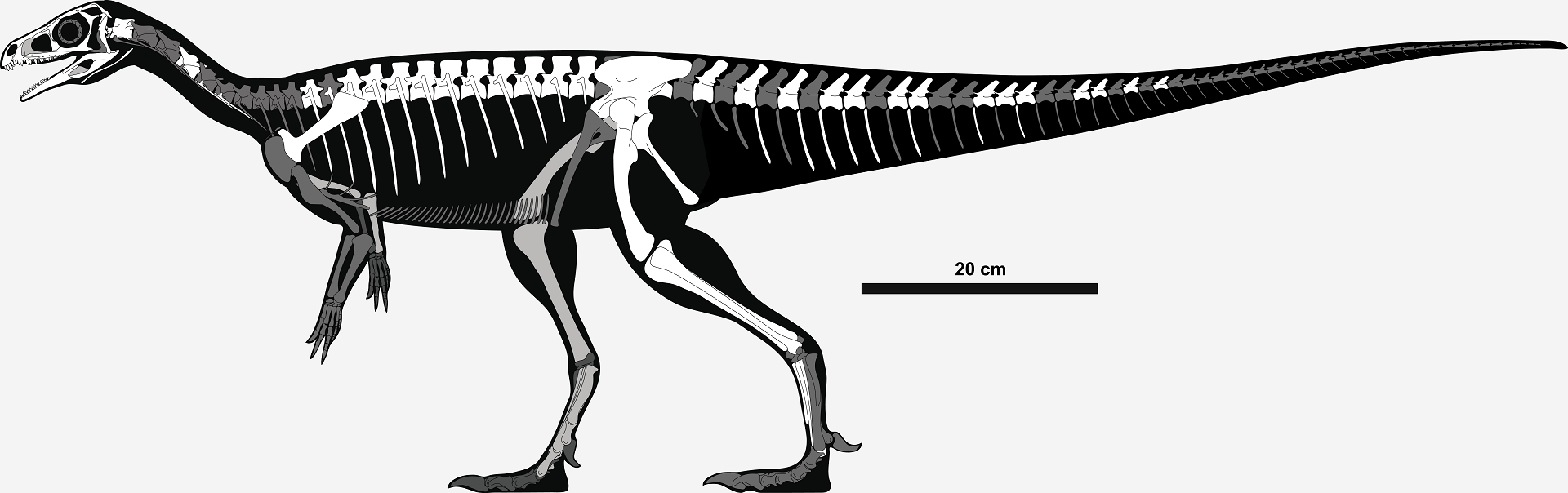
Een diagram van de bewaarde elementen van het skelet

#### Schedel en onderkaken
De schedel van Pampadromaeus is, hoewel absoluut gezien klein met acht centimeter lengte, relatief groot een langwerpig. Hoewel de snuit vooraan bol is, maakt het rechte, slechts iets naar voren aflopende bovenprofiel, dat het hoofd als geheel tamelijk rechthoekig is. De schedel is lichtgebouwd met grote openingen, met van voor naar achter een groot afhangend neusgat, een rechthoekige fenestra antorbitalis, een zeshoekige oogkas, en tegen de achterzijde onder en boven een fors slaapvenster. Tussen de praemaxilla en de maxilla, het bovenkaaksbeen, zit er een inkeping in de bovenkaakrand, veroorzaakt doordat de praemaxilla bol naar boven buigt. Zo ontstaat er een rozet voor de vier praemaxillaire tanden, die aldus kunnen dienen als een orgaan om een prooi te grijpen. Zulke structuren zijn ook bekend van sommige neotheropoden, zoals de Coelophysidae, waar ze geïnterpreteerd worden als een aanpassing aan de jacht. Pampadromaeus is echter vermoedelijk een sauropodomorf en die worden typisch als planteneters gezien. De tanden van Pampadromaeus hebben dan ook de grove kartelingen die dienen om taai plantenmateriaal te verknippen. Aan de andere kant zijn ze erg groot, langwerpig, gepunt en iets gebogen zodat ze zeer wel gebruikt kunnen zijn om in vlees te snijden. Het is dan ook goed mogelijk dat Pampadromaeus een alleseter was, een levenswijze die tegenwoordig voor een groeiend aantal basale dinosauriërs wordt vermoed.
De onderste tak van de praemaxilla raakt het neusbeen niet. In de achterliggende maxilla staan twintig tanden. Tussen de premaxillaire en maxillaire tanden is, anders dan bij coelofysiden, geen diasteem ofwel hiaat in de tandrij. De maxilla heeft bovenin een uitholling die grenst aan de voorste rand van de grote schedelopening, de fenestra antorbitalis. Voor in de uitholling bevindt zich een kleinere diepere holte die precies op de plek ligt waar bij theropoden zich een kleinere opening bevindt, de fenestra promaxillaris. Het prefrontale overlapt het traanbeen niet, een kenmerk dat onder sauropodomorfen verder alleen bij Panphagia voorkomt. Het postorbitale overhangt de achterste bovenkant van de oogkas. Het squamosum heeft een bandvormige neergaande tak als verbinding met het quadratum. De achterste tak van het jukbeen is niet naar onderen gewelfd en eindigt in een vork. Achter in het verhemelte staan in het pterygoïde vijftien pterygoïde tanden. Dit is een kenmerk dat vroeger alleen van meer basale reptielen bekend was maar de laatste tijd bij meerdere basale dinosauriërs onderkend is.
In de onderkaak staan ongeveer twintig tanden voor een totaal van achtentachtig. De onderkaak is vooraan plat, ondiep en recht, achteraan veel hoger met een grote zijopening. Aan de binnenkant van het kaakgewricht bevindt zich een opvallende opening voor een zenuwkanaal, de chorda tympani.
De tanden zijn in het algemeen lansvormig met een verbrede basis, een bolle voorrand en een golvende achterrand die onderaan bol is en bovenaan hol. Naar achteren toe nemen de tanden in grootte af maar veranderen niet van algemene vorm. De kartelingen staan haaks op de snijrand. De tanden zijn zo groot dat sommige elkaar overlappen, waarbij de voorrand over de achterrand ligt. De allervoorste tanden zijn smaller en hebben kleinere vertandingen, net als bij theropoden.

#### Postcrania
In de nek draagt het stuk gevonden neurapofyse van de atlas een secundair achterste uitsteeksel, een epipofyse, dat naar achteren toe verwijdt maar niet verder reikt dan de achterrand van het achterste gewrichtsuitsteeksel waaraan het verbonden is. De los aangetroffen nekribben zijn lang en recht. De ruggenwervels hebben een bouw die standaard is voor Saurischia, met secundaire hyposfeen-hypantrum gewrichtsverbindingen. Het heiligbeen bestaat slechts uit twee sacrale wervels, vermoedelijk de oorspronkelijke toestand voor dinosauriërs. De twee sacrale ribben zijn verbonden aan de voorste helft van hun wervels. Ze zijn van boven naar beneden gemeten dik en vooral aan hun onderkanten met elkaar vergroeid waarbij er onderaan een kleine opening overblijft naast de achterkant van de eerste wervel, welke opening bovenaan wijder uitloopt en de zijkanten raakt van de niet speciaal verbrede zijuitsteeksels van de twee wervels. De staartbasis is matig verdikt
Het schouderblad buigt wat naar voren toe en het opperarmbeen is onderaan sterk verbreed, beide typisch sauropodomorfe kenmerken. De voorpoten zijn te klein om op te kunnen lopen of zelfs maar in belangrijke mate te steunen.
Het darmbeen heeft een hoge bovenste richel. Het voorblad ervan is erg kort en de voorste punt ligt nog achter het aanhangsel voor het schaambeen. Het veel grotere gepunte achterblad heeft een duidelijke groeve voor de aanhechting van een staartspier, de musculus caudofemoralis brevis. Het heupgewricht heeft een bijna rechte onderrand, net als bij Panphagia en Guaibasaurus.
Het dijbeen heeft bovenaan een halvemaanvormige trochanter major, een knopvormige trochanter minor daarvoor en tussen deze beenstijlen een duidelijk ontwikkeld plateau. De vierde trochanter aan de achterrand heeft de vorm van een scherpe asymmetrische richel. De dijbeenkop staat af van de schacht en is onder een hoek van 40° naar binnen gedraaid. De voorste buitenkant ervan is afgevlakt en bovenaan de binnenkant heeft het dijbeen slechts een zwak ontwikkelde verheffing. Het gewrichtsvlak heeft een goed ontwikkelde dwarsrichel en een goed ontwikkeld facet tegenover de antitrochanter van het heupgewricht, beide tekenen van een krachtige gang. Dat Pampadromaeus zijn naam eer aandeed, blijkt ook uit het feit dat het dijbeen nogal kort is en het onderbeen sterk verlengd wat duidt op een hoge snelheid. Het scheenbeen heeft overeenkomstig een flinke crista cnemialis aan de voorkant als aanhechting voor de heffende spier. Ook de voet toont een aanpassing aan rennen in de vorm van een gereduceerd eerste middenvoetsbeen.

## Fylogenie
Pampadromaeus is door de beschrijvers na een exacte cladistische analyse zeer basaal in de Sauropodomorpha geplaatst. In zo'n analyse kan men verschillende statistische bewerkingen van de data uitvoeren; van sommige was de uitkomst dat Pampadromaeus de meest basale bekende sauropodomorf is; meer voorzichtige wezen uit dat hij zich in ieder geval onder in de stamboom van de groep bevindt. Het invoeren van de kenmerken van Pampadromaeus in de dataverzamelingen van eerdere analyses gaf nog meer mogelijke uitkomsten zoals een positie als zustersoort van Panphagia of van de Sauropodomorpha sensu Langer. De beschrijvers wijzen echter op de onzekerheid van deze conclusies: gezien het vreemde delen van eigenschappen met de Theropoda gecombineerd met het bezit van kenmerken waarvan men dacht dat de dinosauriërs die al verloren hadden, blijft het mogelijk dat soort een basale saurischiër is of een basale dinosauromorf, vooral gezien zijn zeer hoge leeftijd, als een van de oudste dinosauriërs die ooit gevonden zijn.